# 台灣少年權益與福利促進聯盟
台灣少年權益與福利促進聯盟（英文：Youth Rights Alliance Taiwan），簡稱「台少盟」。乃有鑒於國家長期以來缺乏整體性的少年福利政策規劃，相關福利經費預算持續受到排擠效應，致使少年福利化約為特殊邊緣青少年的殘補式福利工作，欠缺建構青少年身心發展的多元空間，以及關注青少年權益的政策環境，故於2003年6月30日由勵馨基金會號召22個長期從事青少年福利工作團體，共同合組「社團法人台灣少年權益與福利促進聯盟」，正式成為台灣第一個青少年權益倡導團體。台少盟目前已有46個會員團體，並已發展為台灣青少年及兒少領域主要之政策倡議團體。
台少盟在台灣公民政策倡議團體中擁有數項第一，如：第一個監督少年福利預算經費與青少年政策的團體、第一個倡導青少年創意塗鴉與文化休閒權的團體、第一個推動支持降低投票年齡的成人公民團體，第一個關注兒少新聞報導與推動媒體自律的公民團體、第一個民間自主籌辦審議民主學習圈(Study Circle)的青年團體、第一個結合企業零錢捐進行策略聯盟募款的青少年公益組織、第一個將兒童少年福利法轉變為兒少權益保障法的倡導團體、第一個關注建教生勞動權益並推動法令保障的團體。
台少盟目前主要倡議主軸為推動攸關少年身心健全發展之六大權益，包括「社會參與權」、「文化休閒權」、「健康發展權」、「福利保障權」、「勞動保護權」、「公平受教權」，並積極監督落實各項青少年與兒少福利政策及經費預算，進而喚起社會各界關注青少年政策及投資青少年多元的發展需求。
2020年8月時任秘書長葉大華離職轉任監察院監察委員後，秘書長職位持續從缺，曾由劉志洋、林于聖副秘書長代理秘書長職務。同時組織運作於2021年底改為理事長制至今。
2024年1月，時任理事長林月琴當選中華民國第十一屆立法委員。

## 成立緣起
2003年，葉大華與許多關懷少年權益的青少年福利團體，認為政府資源對於青少年發展權益之溢注不夠，故決定成立民間倡議組織。

## 關注議題
在要求政府給予青少年更多福利與保障外，台少盟也依據CRC(國際兒童權利公約)精神，替青少年們爭取應有的權利政治權利，如降低投票年齡、青少年勞動保障、青少年媒體素養教育、青少年接受教育權利、青少年休息與休閒權利。

## 外部連結
- 台灣少年權益與福利促進聯盟官方網站 （页面存档备份，存于）